# 久萊什蒂鄉 (馬拉穆列什縣)
47°49′20″N 23°55′51″E / 47.8222°N 23.9308°E
久萊什蒂鄉（羅馬尼亞語：Comuna Giulești, Maramureș），是羅馬尼亞的鄉份，位於該國西北部，由馬拉穆列什縣負責管轄，面積83平方公里，海拔高度324米，2007年人口3,245，人口密度每平方公里39人。